# Sophie Warny
Pour les articles homonymes, voir Warny (homonymie).
 (avril 2024).
La mise en forme du texte ne suit pas les recommandations de Wikipédia : il faut le « wikifier ».
Les points d'amélioration suivants sont les cas les plus fréquents. Le détail des points à revoir est peut-être précisé sur la page de discussion.
- Les titres sont pré-formatés par le logiciel. Ils ne sont ni en capitales, ni en gras.
- Le texte ne doit pas être écrit en capitales (les noms de famille non plus), ni en gras, ni en italique, ni en « petit »…
- Le gras n'est utilisé que pour surligner le titre de l'article dans l'introduction, une seule fois.
- L'italique est rarement utilisé : mots en langue étrangère, titres d'œuvres, noms de bateaux, etc.
- Les citations ne sont pas en italique mais en corps de texte normal. Elles sont entourées par des guillemets français : « et ».
- Les listes à puces sont à éviter, des paragraphes rédigés étant largement préférés. Les tableaux sont à réserver à la présentation de données structurées (résultats, etc.).
- Les appels de note de bas de page (petits chiffres en exposant, introduits par l'outil «  Source ») sont à placer entre la fin de phrase et le point final[comme ça].
- Les liens internes (vers d'autres articles de Wikipédia) sont à choisir avec parcimonie. Créez des liens vers des articles approfondissant le sujet. Les termes génériques sans rapport avec le sujet sont à éviter, ainsi que les répétitions de liens vers un même terme.
- Les liens externes sont à placer uniquement dans une section « Liens externes », à la fin de l'article. Ces liens sont à choisir avec parcimonie suivant les règles définies. Si un lien sert de source à l'article, son insertion dans le texte est à faire par les notes de bas de page.
- La présentation des références doit suivre les conventions bibliographiques. Il est recommandé d'utiliser les modèles {{Ouvrage}}, {{Chapitre}}, {{Article}}, {{Lien web}} et/ou {{Bibliographie}}. Le mode d'édition visuel peut mettre en forme automatiquement les références.
- Insérer une infobox (cadre d'informations à droite) n'est pas obligatoire pour parachever la mise en page.

Pour une aide détaillée, merci de consulter Aide:Wikification.
Si vous pensez que ces points ont été résolus, vous pouvez retirer ce bandeau et améliorer la mise en forme d'un autre article.
 (avril 2024).
 (avril 2024).
Si vous disposez d'ouvrages ou d'articles de référence ou si vous connaissez des sites web de qualité traitant du thème abordé ici, merci de compléter l'article en donnant les références utiles à sa vérifiabilité et en les liant à la section « Notes et références ».
Sophie Warny, née en 1969, est une scientifique belge spécialisée dans la recherche en Antarctique, particulièrement reconnue pour ses études en palynologie. En tant que professeure associée au Département de géologie et de géophysique de l'Université d'État de Louisiane et conservatrice au Musée des sciences naturelles, elle analyse les variations climatiques du passé à travers l'étude du pollen et des spores fossilisés. Elle occupe actuellement le poste de vice-présidente de la section de la côte du Golfe au sein de la Society for Sedimentary Geology (GCSSEPM).

## Première vie et éducation
Warny a poursuivi ses études à l'Université de Louvain (UCLouvain), où elle a décroché un baccalauréat et un doctorat en géologie marine et micropaléontologie. Elle a également obtenu un DEA en océanographie à l'Université de Liège.[réf. nécessaire]

## Carrière et impact
Warny est une palynologue et paléobotaniste renommée qui a grandement contribué à notre compréhension de l'évolution climatique en Antarctique. En collaboration avec l'équipe de stratigraphie offshore de l'Antarctique (ANTOSTRAT), elle a démontré que l'Antarctique avait subi un réchauffement significatif au milieu du Miocène, avec des températures terrestres atteignant jusqu'à 10 °C et des précipitations liquides beaucoup plus abondantes à cette période.
En travaillant ensuite sur des carottes SHALDRIL, elle a apporté des preuves incontestables que la péninsule Antarctique avait accusé un retard de plusieurs millions d'années par rapport au reste du continent dans sa transition vers des conditions polaires.
Plus récemment, ses recherches ont exploré des périodes géologiques antérieures, notamment l'Éocène et l'Oligocène chauds, offrant de nouvelles perspectives sur la transformation de l'Antarctique depuis un climat de type serre jusqu'à celui de glace.
Tout au long de sa carrière, Warny s'est profondément investie dans l'éducation du public, notamment à travers son travail au Musée des sciences naturelles de LSU. Elle a contribué à la conception d'expositions qui ont été largement reconnues à l'échelle nationale. De plus, elle a été une figure clé dans le développement de nouvelles techniques de palynologie médico-légale adoptées à travers le pays. Une de ses réalisations majeures a été sa participation essentielle au succès du programme Polar Palooza.
En parallèle de ses recherches paléoenvironnementales en Antarctique, Warny explore également des sections en mer Méditerranée, sujet de sa thèse doctorale, ainsi que dans le golfe du Mexique, au Canada, en Tanzanie et en Papouasie-Nouvelle-Guinée grâce à différents projets et collaborations avec des doctorants. À ce jour, elle a encadré 15 projets de maîtrise et de doctorat.

## Récompenses et honneurs
Warny a reçu le AASP Graduate Student Award en 1996, un UCL Dissertation Award en 1999, un NSF CAREER Award en 2011, et le LSU Rising Faculté Research Award en 2014.
Warny a été nommée comme l'une des six conférenciers émérites de l'AAPG 2018-2019. AAPG, l' Association américaine des géologues pétroliers, est une organisation internationale comptant plus de 38 000 membres dans plus de 100 pays.

## Œuvres choisies
- Levy, Harwood, Florindo et Sangiorgi, « Antarctic ice sheet sensitivity to atmospheric CO2variations in the early to mid-Miocene », Proceedings of the National Academy of Sciences, vol. 113, no 13,‎ 2016, p. 3453–3458 (ISSN 0027-8424, PMID 26903644, PMCID 4822588, DOI 10.1073/pnas.1516030113, Bibcode 2016PNAS..113.3453L, lire en ligne)
- Griener, Warny, Askin et Acton, « Early to middle Miocene vegetation history of Antarctica supports eccentricity-paced warming intervals during the Antarctic icehouse phase », Global and Planetary Change, vol. 127,‎ 2015, p. 67–78 (ISSN 0921-8181, DOI 10.1016/j.gloplacha.2015.01.006, Bibcode 2015GPC...127...67G)
- Warny, « Museums' Role: Pollen and Forensic Science », Science, vol. 339, no 6124,‎ 2013, p. 1149 (ISSN 0036-8075, PMID 23471387, DOI 10.1126/science.339.6124.1149-a, Bibcode 2013Sci...339.1149W)
- Griener, Nelson et Warny, « Declining moisture availability on the Antarctic Peninsula during the Late Eocene », Palaeogeography, Palaeoclimatology, Palaeoecology, vol. 383–384,‎ 2013, p. 72–78 (ISSN 0031-0182, DOI 10.1016/j.palaeo.2013.05.004, Bibcode 2013PPP...383...72G)
- Feakins, Warny et Lee, « Hydrologic cycling over Antarctica during the middle Miocene warming », Nature Geoscience, vol. 5, no 8,‎ 2012, p. 557–560 (ISSN 1752-0894, DOI 10.1038/ngeo1498, Bibcode 2012NatGe...5..557F)
- Anderson, Warny, Askin et Wellner, « Progressive Cenozoic cooling and the demise of Antarctica's last refugium », Proceedings of the National Academy of Sciences, vol. 108, no 28,‎ 2011, p. 11356–11360 (ISSN 0027-8424, PMID 21709269, PMCID 3136253, DOI 10.1073/pnas.1014885108, Bibcode 2011PNAS..10811356A)
- Warny, Askin, Hannah et Mohr, « Palynomorphs from a sediment core reveal a sudden remarkably warm Antarctica during the middle Miocene », Geology, vol. 37, no 10,‎ 2009, p. 955–958 (ISSN 0091-7613, DOI 10.1130/G30139A.1, Bibcode 2009Geo....37..955W)